# Garut (Semaka)
Garut is een bestuurslaag in het regentschap Tanggamus van de provincie Lampung, Indonesië. Garut telt 666 inwoners (volkstelling 2010).